# Yonfan
Yonfan (Wuhan, China, 14 de octubre de 1947) es un director de cine y fotógrafo chino, residente en Hong Kong. 

## Biografía
Nació en Wuhan, Hubei, China el 14 de octubre de 1947. Cuando la familia Yang emigró de China continental, vivieron primero en Hong Kong durante 3 años y luego se mudaron a Taiwán cuando Yonfan tenía 5 años. Pasó la mayor parte de su infancia y adolescencia en Taichung, Taiwán, y regresó a Hong Kong en 1964 como un hombre de 17 años para trabajar como fotógrafo, pero se fue a Estados Unidos en 1968 para estudiar cine. Después de un par de años viajando por Estados Unidos, Francia y Gran Bretaña, regresó a Hong Kong en 1973 y se convirtió en un famoso fotógrafo conocido por sus retratos de celebridades. 
En 1984, hizo su debut en taquilla como director con la película A Certain Romance. Dos años después, Yonfan adaptó la novela romántica The Story of Rose de Yi Shu. Protagonizada por Maggie Cheung, la apasionada Lost Romance fue un gran éxito comercial protagonizada por un joven actor llamado Chow Yun-fat. 
Después de In Between (1994), Yonfan comenzó a alejarse del mercado principal y comenzó a introducir personajes de la sección marginada de la sociedad. Con 1998 llegó Bishonen, película romántica y representación explícita de la pasión homosexual en pantalla. Inspirada en un escándalo de la vida real en el que se descubrió que un playboy de Hong Kong poseía más de mil fotografías desnudas de policías locales. Esta historia melodramática de redención polarizó a los críticos de cine en Hong Kong, pero fue muy bien recibida en festivales de cine en todo el globo. También lanzó la carrera del actor Daniel Wu. 
Su película de 2001, Peony Pavilion, entró en el 23 ° Festival Internacional de Cine de Moscú.
En 2010, Yonfan fue jefe del jurado en los Premios del Cine Asiático de Hong Kong en marzo y formó parte del jurado del Festival de Cine de Sídney en mayo.
En 2011, Yonfan encabezó el jurado de New Currents en el 16 ° Festival Internacional de Cine de Busan en octubre. El Festival también organizó una retrospectiva de las películas del director, con siete de sus películas restauradas y remasterizadas desde la década de 1980 hasta la década de 2000.

## Filmografía
- A Certain Romance (少女 日記, 1984) protagonizada por Anthony TANG ｜ Mei-Chi NG
- Lost Romance (玫瑰 的 故事, 1986) protagonizada por Maggie Cheung, Chow Yun-fat
- Historia inmortal (海上花, 1986) protagonizada por Sylvia Chang
- Doble fijación (意亂情迷, 1987) protagonizada por Cherie Chung, Jacky Cheung
- Last Romance (流 金 歲月, 1988) protagonizada por Cherie Chung, Maggie Cheung
- La prometedora señorita Bowie (祝福, 1990) protagonizada por Dodo Cheng, Kenneth Tsang
- In Between (新 同居 時代, 1994) protagonizada por Nicky Wu, Sylvia Chang
- Bugis Street (妖 街 皇后, 1995) protagonizada por Michael Lam, Hiep Thi Le
- Bishonen (美 少年 の 戀, 1998) protagonizada por Daniel Wu, Shu Qi, Brigitte Lin
- Peony Pavilion (遊園 驚夢, 2001) protagonizada por Daniel Wu, Rie Miyazawa, Joey Wong
- Rompiendo el sauce (鳳冠 情事, 2003)
- Color Blossoms (桃色, 2004), protagonizada por Teresa Cheung, Keiko Matsuzaka
- Prince of Tears (淚 王子, 2009) protagonizada por Joseph Chang FAN Chih-Wei Terri Kwan Zhu Xuan
- No.7 Cherry Lane (2019)

## Premios y nominaciones
Festival Internacional de Cine de Venecia
| Año  | Categoría   | Trabajo nominado | Resultado |
| ---- | ----------- | ---------------- | --------- |
| 2019 | Mejor guion | No.7 Cherry Lane | Ganador   |